# Leica
Leica Camera AG je njemačka tvrtka koja se bavi optikom i proizvodi Leica foto aparata. Prethodnik ovoj tvrtki je "Ernst Leitz GmbH" koja je danas podjeljena na 3 tvrtke: Leica Camera AG, Leica Geosystems AG i Leica Microsystems AG, koje redom proizvode foto aparate, geodetsku opremu i mikroskope.

## Leica
Leica je prvi praktični, 35 mm foto aparat koji koristi standardni 35 mm film. Prvi prototip je napravio Oskar Barnack 1913. godine. Lecia je proširila veličinu formata na 24x36 mm, za razliku od 18x24 mm formata koji je bio korišten u filmskim kamerama. Prvi komercijalni model je predstavljen i pušten u prodaju 1925. godine i postigao veliki uspjeh.  1930 je napravljen Leica I Schraubgewinde sa sistemom za izmjenu leća baziranom na 39 mm spiralnom navoju koji se zvao „Leica Thread Mount“ ili skraceno LTM. Osim normalne leće od 50 mm, u početku su bile dostupne 35 mm i 135 mm. 1930. dizajnirana je poznata soft-fokus leća.
Leica II je nastala 1932. i imala je ugrađen mjerač udaljenosti koji je bio priključen na mehanizam fokusiranja leće.
Leica III je uvela spore brzine ekspozicije poput 1 sekunde, a model IIIa je dodao 1/1000 brzinu ekspozicije. Finalna verzija IIIg koja je izašla 1957. godine, imala je veliko tražilo s više framelineova.
Mnogi proizvođači foto aparata su pravili modele temeljne na Leica dizajnu mjerača udaljenosti. Tu spadaju Leotax, Nicca i rani Canon modeli u Japanu, Kardon u SAD-u, Reid u Engleskoj i FED i Zorki u SSSR-u. Od 1964. Leica je proizvela seriju foto aparata s jednom lećom, započevši s Leicaflexom, kojeg je sljedio Leicaflex SL, pa Leicaflex SL2 a potom R serija od R3 do R7, izrađena u suradnji s Minolta korporacijom. Leica R8 je u potpunosti dizajnirana i izrađena od strane Leice. Trenutni model je Leica R9. Leici je trebalo dugo da proizvede model s automatskom ekspozicijom, i nikad nije proizvela model R koji je podržavao auto-fokus.
Leica je 2009. objavila da je R-serija diskontinuirana, a kao razlog su naveli da su novi razvitci na području fotoaparata znatno utjecali na prodaju Leica R-serije foto aparata i leća što je rezultiralo dramatičnim smanjenjem prodaje. Leica je često asocirana s uličnom fotografijom, posebice krajem 20. st., a korištena je od strane poznatih fotografa kao što je Henri Cartier-Bresson.